# Robert Henley, 1. Earl of Northington

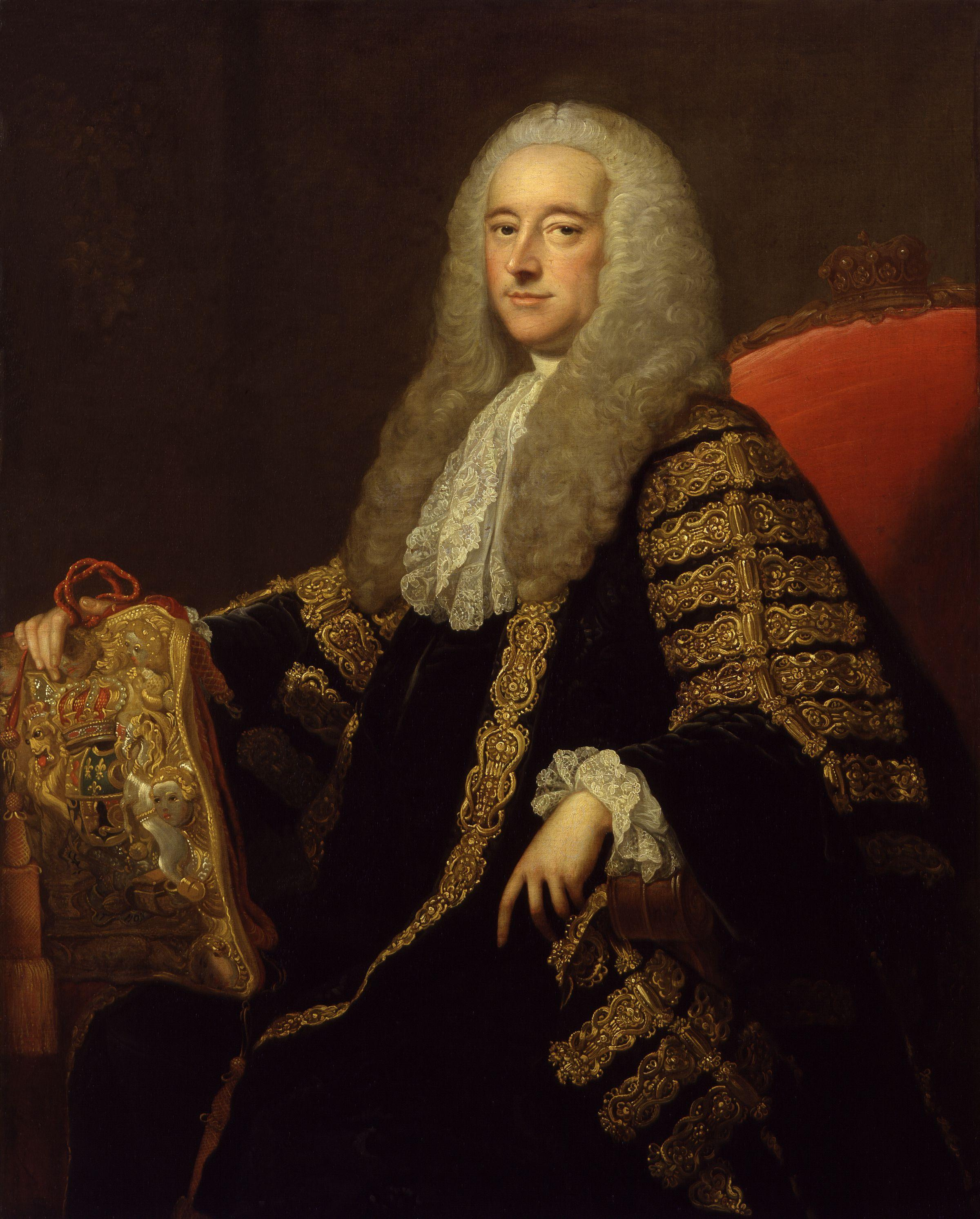
Porträt Robert Henleys von Thomas Hudson

Wappen des Earl of Northington

Robert Henley, 1. Earl of Northington (* um 1708 in Hampshire; † 14. Januar 1772 in The Grange, Northington, Hampshire) war ein britischer Whig-Politiker und Lordkanzler.

## Leben

### Familie
Robert Henley entstammte einer wohlhabenden Familie aus Hampshire. Er war der zweite Sohn des Anthony Henley († 1711), Gutsherr von The Grange in Northington, Hampshire, aus dessen Ehe mit Mary Bertie, Enkelin des 2. Earl of Lindsey. Sein Vater hatte in Oxford studiert und war von 1698 bis 1700 Unterhausabgeordneter für Andover. Robert Henley hatte zwei Brüder: Anthony († 1748), 1727–1734 Unterhausabgeordneter für Southampton, und Bertie, ein Kirchenmann.

### Ausbildung
Henley besuchte zunächst die Westminster School, bevor er an das St. John’s College der Universität Oxford wechselte. 1727 wurde er am All Souls College aufgenommen, zwei Jahre später begann er sein Jurastudium am Inner Temple. Am 23. Juni 1732 wurde er als Barrister zugelassen. Beim Tod seines älteren Bruders erbte er das Anwesen seiner Familie, The Grange, wofür er bei Robert Adam den Bau eines Küchentrakts in Auftrag gab und einen Englischen Landschaftsgarten anlegen ließ.

### Karriere
1747 wurde Robert Henley zum Unterhausabgeordneten für Bath gewählt und hatte dieses Mandat bis 1757 inne. Er wurde zum 1751 Recorder der Stadt Bath sowie Kronanwalt. 1756 wurde er zum Attorney General ernannt und zum Knight Bachelor geschlagen, im darauffolgenden Jahr wurde er Lord Keeper of the Great Seal, der letzte, der diesen Titel innehatte, und in den Privy Council aufgenommen. Obwohl er als Lord Keeper Vorsitzender des House of Lords war, wurde er erst 1760 zum erblichen Peer erhoben, als ihm der Titel Baron Henley, of Grainge in the County of Southampton, verliehen wurde. Die Verzögerung seiner Erhebung zum Peer lässt sich mit der Feindseligkeit König Georgs II. erklären, der Henley seine vormalige Unterstützung für die Fraktion des Prince of Wales, genannt Leicester House Party, übelnahm. Erst als er 1760 als Lord High Steward dem Prozess des Earl Ferrers vorsitzen sollte, wurde eine Peerage unumgänglich. Als Georg III. schließlich den britischen Thron bestieg, wurde Henley 1761 zum Lordkanzler ernannt, 1764 erhielt er zudem den Titel des Earl of Northington, of Northington in the County of Southampton. Henley hatte das Amt des Lordkanzlers schließlich bis zu seinem Rücktritt 1766 inne.
Robert Henley starb am 14. Januar 1772 in seiner Residenz The Grange in Hampshire und wurde in Northington beigesetzt.

## Ehe und Nachkommen
Robert Henley heiratete 1743 Jane Huband (um 1716–1787), Tochter des Sir John Huband, 2. Baronet († 1717), Gutsherr von Ipsley Court in Warwickshire. Der Ehe entstammten fünf Töchter und drei Söhne, von denen zwei jung verstarben:
- Robert Henley, 2. Earl of Northington (1747–1786);
- Lady Bridget Henley († 1796), ⚭ (1) Hon. Robert Lane, MP, Sohn des 1. Baron Bingley, ⚭ (2) Hon. John Tollemache (1750–1777), Sohn des 4. Earl of Dysart;
- Lady Jane Henley († 1823), ⚭ Sir Willoughby Aston, 6. Baronet;
- Lady Mary Henley (1753–1814), ⚭ (1) Edward Ligonier, 1. Earl Ligonier, ⚭ (2) Thomas Noel, 2. Viscount Wentworth;
- Lady Catherine Henley († 1779), ⚭ George Coventry, 7. Earl of Coventry;
- Lady Elizabeth Henley († 1821), ⚭ Morton Eden, 1. Baron Henley.